# Låsesmed
En låsesmed arbejder med låse og nøgler og har smedenavnet, da det i begyndelsen var grovsmede, der udviklede de tidlige låse.
Låsesmedhåndværket begyndte som den videnskab og den kunst,det var at fremstille og bryde låse. I dag kaldes personer, der arbejder inden for salg og service med nøgler, for låsesmede. Selv om arbejdet med at lave kopier af nøgler til biler og huse stadig er en vigtig del, er de fleste låsesmede primært beskæftiget med at sælge og installere tyverisikringer til private og firmaer. Langt de fleste låsesmede i Danmark er medlemmer af Dansk Låsesmedeforening og af DS Håndværk & Industri.